# Brandon Childress
Brandon Reginald Childress (Detroit, Míchigan, 31 de agosto de 1997) es un jugador profesional estadounidense de baloncesto, que mide 1,83 metros y actualmente juega en la posición de base para el Medi Bayreuth de la Basketball Bundesliga. Es hijo del que fuera también jugador profesional Randolph Childress.

## Trayectoria deportiva

### Universidad
Es un alero con formación universitaria norteamericana en la Universidad de Wake Forest en Winston-Salem, en la que jugó durante cuatro temporadas con los Wake Forest Demon Deacons. En la temporada 2019-20 terminó con 15,6 puntos y 4,6 asistencias de promedio por partido.

#### Estadísticas
| Año     | Equipo      | PJ  | PT | MPP  | %TC  | %3P  | %TL  | RPP | APP | ROB | TPP | PPP  |
| ------- | ----------- | --- | -- | ---- | ---- | ---- | ---- | --- | --- | --- | --- | ---- |
| 2016–17 | Wake Forest | 33  | 0  | 21.5 | .356 | .351 | .774 | 2.2 | 2.2 | .8  | .0  | 6.6  |
| 2017–18 | Wake Forest | 30  | 5  | 26.2 | .379 | .379 | .838 | 2.7 | 3.6 | 1.0 | .0  | 9.1  |
| 2018–19 | Wake Forest | 31  | 30 | 36.4 | .383 | .368 | .796 | 3.8 | 4.0 | 1.5 | .0  | 14.7 |
| 2019–20 | Wake Forest | 30  | 30 | 35.4 | .404 | .325 | .809 | 3.0 | 4.6 | 1.2 | .0  | 15.6 |
| Total   | Total       | 124 | 65 | 29.7 | .385 | .355 | .803 | 2.9 | 3.6 | 1.1 | .0  | 11.4 |

### Profesional
El 24 de julio de 2020 firmó por el Iraklis BC de la A1 Ethniki por una temporada. Dejó el equipo en diciembre. En febrero de 2021 firmó con el Avis Utilitas Rapla en la Liga de Baloncesto Letonia-Estonia y ayudó al equipo a ganar el bronce en el Campeonato de Estonia. En febrero de 2022 fichó por otro equipo estonio, el TalTech/Optibet. El 21 de junio de 2022, Childress firmó con el Medi Bayreuth de la Basketball Bundesliga.